# Język kreolski Gujany Francuskiej
Język kreolski Gujany Francuskiej – język kreolski na bazie francuskiego, którym posługuje się ok. 50 tysięcy osób (1977), mieszkańców Gujany Francuskiej. Występują wpływy leksykalne języka portugalskiego, języków afrykańskich i indiańskich oraz kreolskiego z wysp antylskich.

## Fonologia
W stosunku do standardowego francuskiego kreolski wykazuje szereg uproszczeń wymowy, na przykład francuskiemu 'j' (/ʒ) odpowiada głoska /z/. Nie istnieje dźwięk /y/, który jest zastępowany przez /iː/ i zapisywany za pomocą litery 'i'. Francuski dyftong /wɑ/ został uproszczony do /ɔ/, np. moi (me) wymawia się jako /mɔ/. Nie wymawia się głosek nosowych oraz /ʁ/, tak więc bonjour, wymawiane we Francji jako /bɔ̃ʒuːʁ/, zamienia się w /bonzu/.

## Przykłady
| Kreolski (IPA)                             | Standardowy francuski     | Polski                    |
| ------------------------------------------ | ------------------------- | ------------------------- |
| Bonjou /bonzu/                             | Bonjour                   | Dzień dobry               |
| Souplé /suː plɛ/                           | S'il vous plaît           | Proszę                    |
| Mèsi /mɛsi/                                | Merci                     | Dziękuję                  |
| Mo /mɔ/                                    | Moi, me, je               | Ja, mnie, mi              |
| To /tɔ/                                    | Toi, te, tu               | Ty, cię, ci               |
| Li /li/                                    | Lui, le, il               | On, go, mu                |
| Roun /ruːn/                                | Un, une                   | Jeden                     |
| Eskuzé mo /esˈkuːzɛ mɔ/                    | Excusez-moi               | Przepraszam               |
| Lapli ka tombe /laˈpliː ka tomb/           | Il pleut                  | Pada deszcz               |
| Jod-la a roun bel jou /zodˈla ruːn bel zu/ | Aujourd'hui, il fait beau | Dzisiaj jest piękny dzień |
| Sa to fé? /sa tɔ fɛ/                       | (Comment) ça va?          | Jak się masz?             |
| Anne a mo manman /an a mɔ ˈmanman/         | Anne est ma mère          | Anne jest moją matką      |
| Andy a to frè /andi a tɔ frɛ/              | Andy est ton frère        | Andy jest twoim bratem    |
| Li ka alé a laplaj /li ka lɛ a laˈplaz/    | Il va aller à la plage    | On idzie na plażę         |
| Mo pa mélé                                 | Je m'en fous              | Nie obchodzi mnie to      |